# Trigonopsis cooperi
Trigonopsis cooperi är en biart som beskrevs av Vardy 1978. Trigonopsis cooperi ingår i släktet Trigonopsis och familjen grävsteklar. Inga underarter finns listade i Catalogue of Life.